# Benjamin Schmid
Benjamin Schmid (Vienna, 13 settembre 1968) è un violinista austriaco.

## Biografia
Benjamin Schmid è nato in una famiglia di musicisti; ha studiato al Mozarteum di Salisburgo con Irmgard Gahl, all'Accademia di Musica di Vienna e al Curtis Institute di Filadelfia con Aaron Rosand.
Nel 1991 vince il primo premio al 2° Internationalen Violinwettbewerb Leopold Mozart di Augusta e nel 1992 vince il Carl Flesch Competition di Londra.
Da allora si è esibito sui principali palcoscenici del mondo con le più prestigiose orchestre. 
Schmid ha un vasto repertorio che comprende opere con orchestra e musica da camera. Un'attenzione particolare è rivolta alle opere dei compositori di area austro-tedesca, Mozart, Beethoven, Schubert, Berg. Oltre ai concerti di repertorio suona anche i concerti di Karl Goldmark, Max Reger, Erich Wolfgang Korngold, Karl Amadeus Hartmann, Karol Szymanowski, e diversi compositori contemporanei.
Schmid ha ricevuto il Premio Internazionale per l’Arte e la Cultura della Città di Salisburgo. Dal 2000 affianca più volte i “solo” di Bach e di Ysaÿe. È professore di violino al Mozarteum di Salisburgo e tiene regolari masterclass a Berna.  Con la sua notevole abilità nell'improvvisazione, è conosciuto per la sua passione per la musica jazz suonando nel “Beni-Schmid-Jazz-Trios”. Ha inciso oltre 40 cd e ha ricevuto vari premi. 
Schmid suona un Antonio Stradivari “ex Viotti” del 1718, e vive a Salisburgo con sua moglie, la pianista Ariane Haering. 